# Kramer (Nederlandse band)
Kramer is een Nederlandse band die in november 2001 onder de naam Lorian begon. Na enkele naamswijzigingen kreeg de band in 2004 zijn huidige naam. De band uit Amsterdam maakt neo-progressieve rock met retrotrekjes. Het eerste album van de band werd in eigen beheer uitgegeven, maar is door lovende kritieken binnen het genre inmiddels via een aantal internetwinkels (ook bijvoorbeeld in de Verenigde Staten) verkrijgbaar.
Begin 2011, een jaar na het besluit van toetsenist/zanger Marc Besselink om de band te verlaten, is de band gestopt met schrijven en maken van muziek. Jeroen Vriend en Harald Veenker zijn met Rob IJpelaan een nieuwe band begonnen: Milky Way Gas Station. Marc Besselink heeft andere muzikanten om zich heen verzameld in de formatie Qpac.

## Discografie
Op 15 december 2007 kwam het eerste muziekalbum Life Cycle uit, dat werd gepresenteerd in muziektempel Paradiso in Amsterdam. Dit is een conceptalbum over een broer en zus, die onverwacht het dagboek van hun vader aantreffen. De stemming/muziek van het album is te vergelijken met het album Brave van Marillion; maar is wel wat lichter van aard.

## Musici
- Marc Besselink – zang, toetsen
- Rob de Jong – gitaar, toetsen, zang
- Harald Veenker – slagwerk, zang
- Jeroen Vriend – basgitaar, zang
- Aart Harder - geluidsbewerking

## Composities
1. Homecoming
2. Remember me
3. Identity
4. Escape into a dream
5. A farewell
6. We mortals
7. I believe
8. The final chord
9. Life cycle